# Międzyrzecz
Międzyrzecz [mʲɛnˈʣɨʒɛʧ] (deutsch Meseritz) ist eine Stadt in der Woiwodschaft Lebus in Polen. Sie ist Sitz der gleichnamigen Stadt-und-Land-Gemeinde mit 24.657 Einwohnern und Kreisstadt des Powiats Międzyrzecki, der etwa dem früheren Landkreis Meseritz (Grenzen ab 1920) entspricht.

## Geographische Lage
Die Stadt liegt an der Obra, rund 88 Kilometer östlich von Frankfurt (Oder) bzw. Kostrzyn nad Odrą (Küstrin) und etwa 48 Kilometer südöstlich von Gorzów Wielkopolski (Landsberg an der Warthe). In der Gemarkung des Stadtgebiets befindet sich das Naturschutzgebiet Nietoperek.

## Geschichte

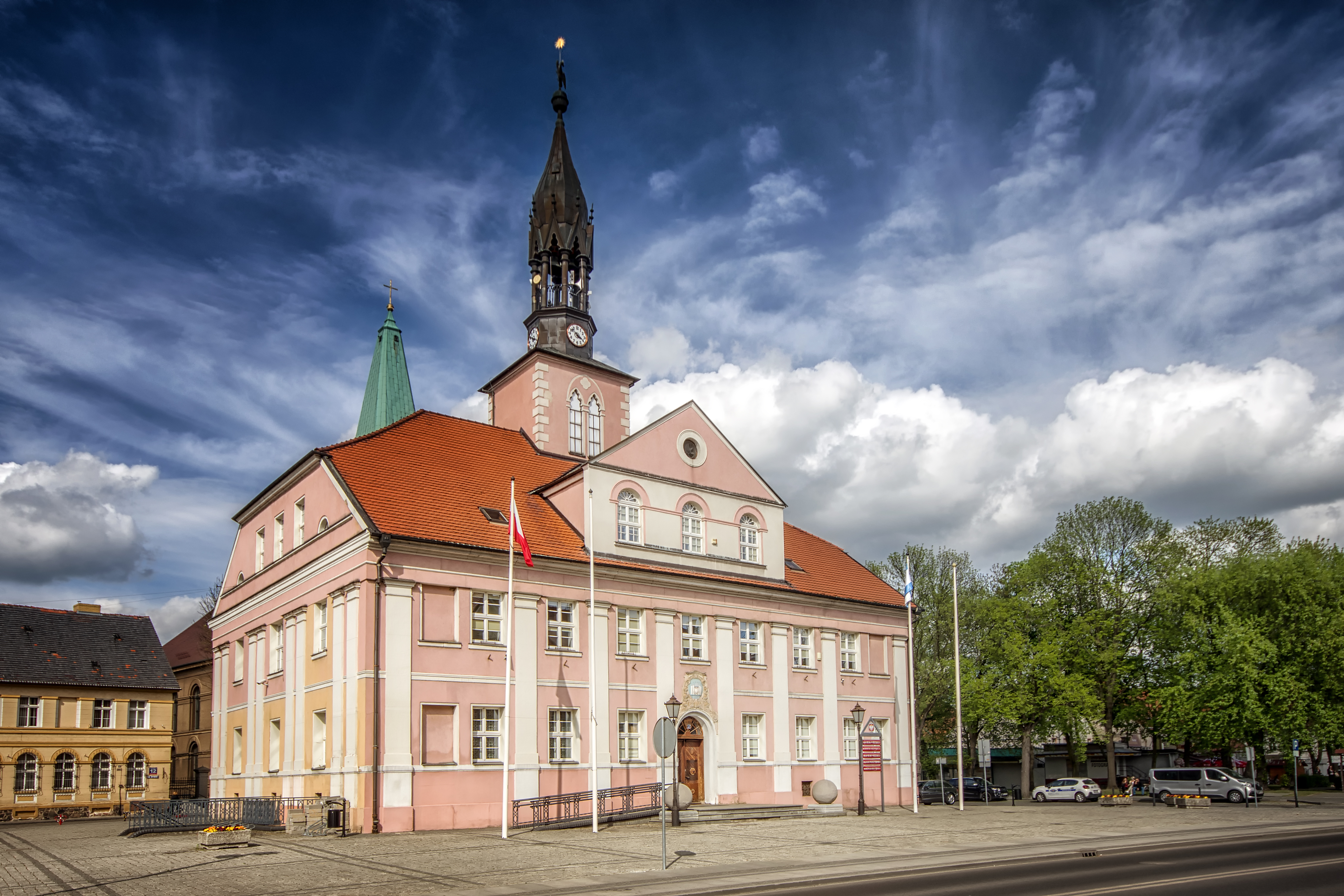
Stadtzentrum mit Rathaus

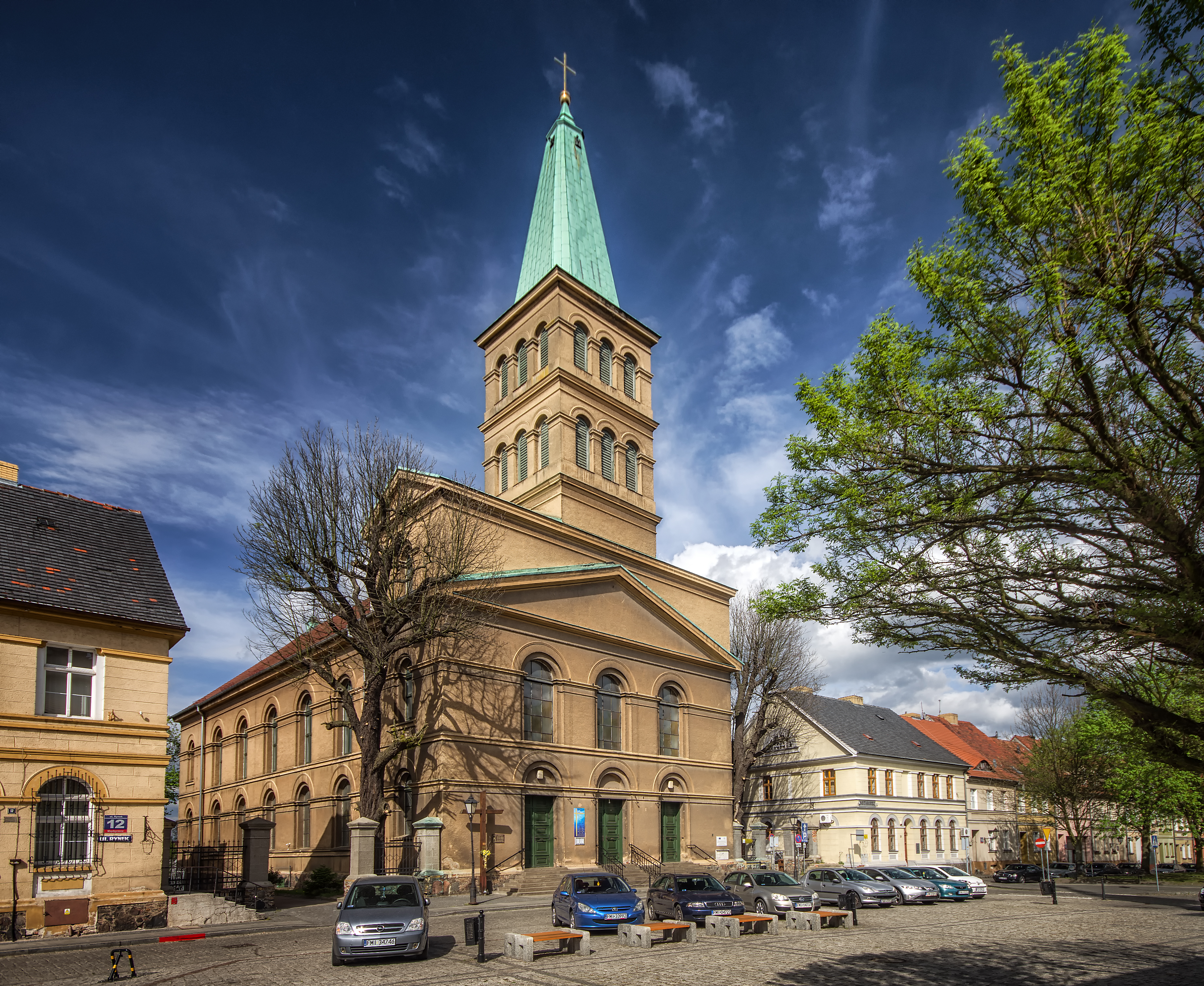
St.-Wojciech-Kirche

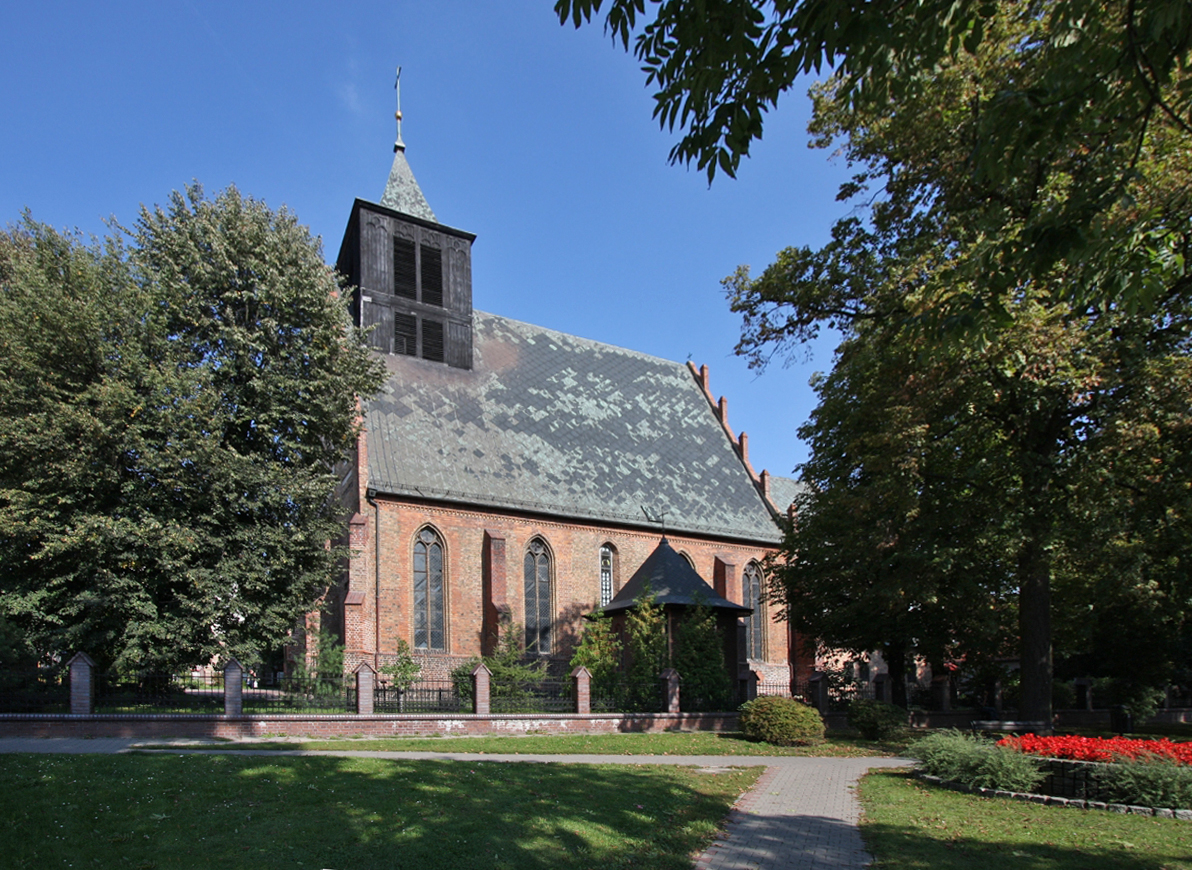
Kirche St. Johannes der Täufer

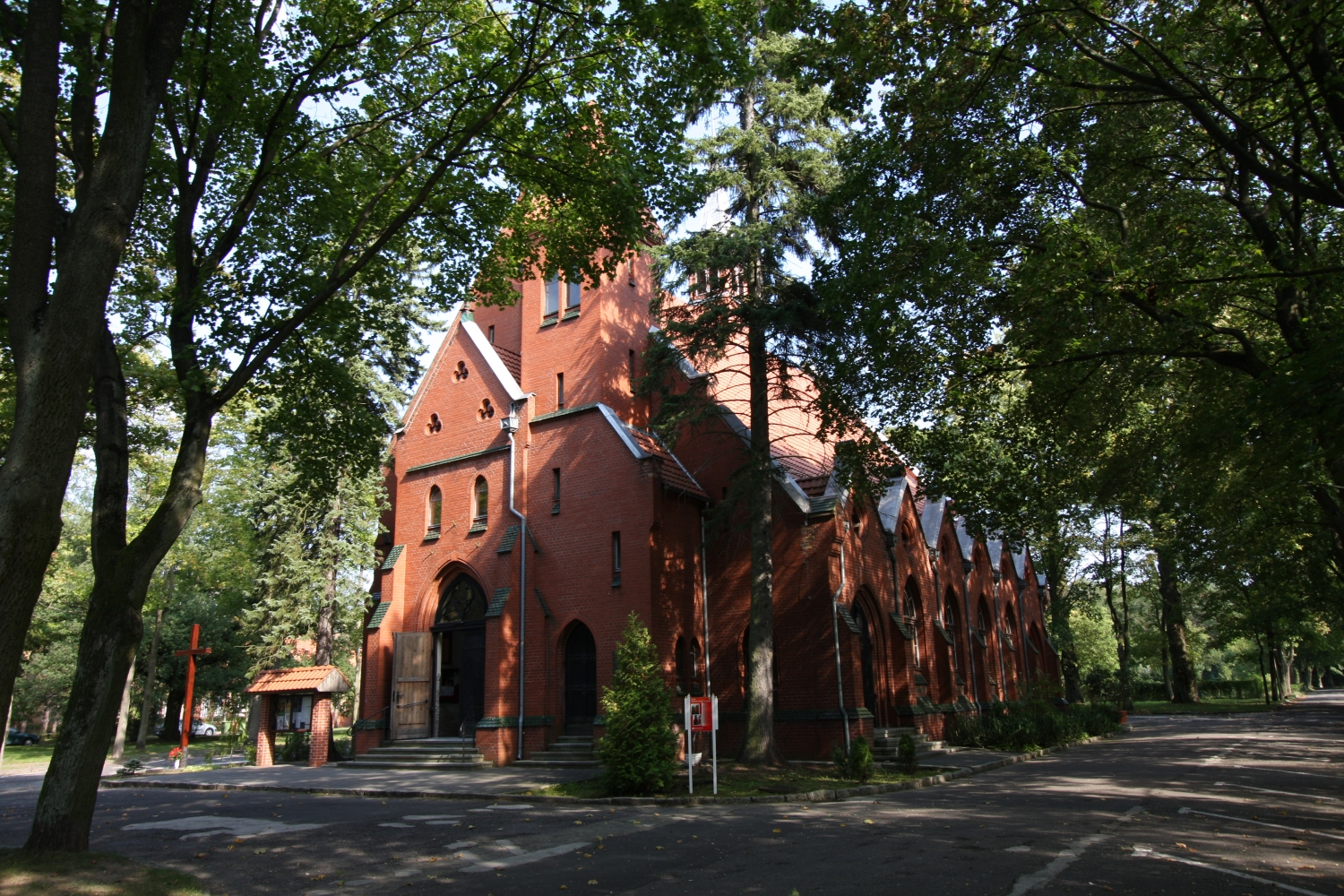
Kirche der Erhöhung des Heiligen Kreuzes

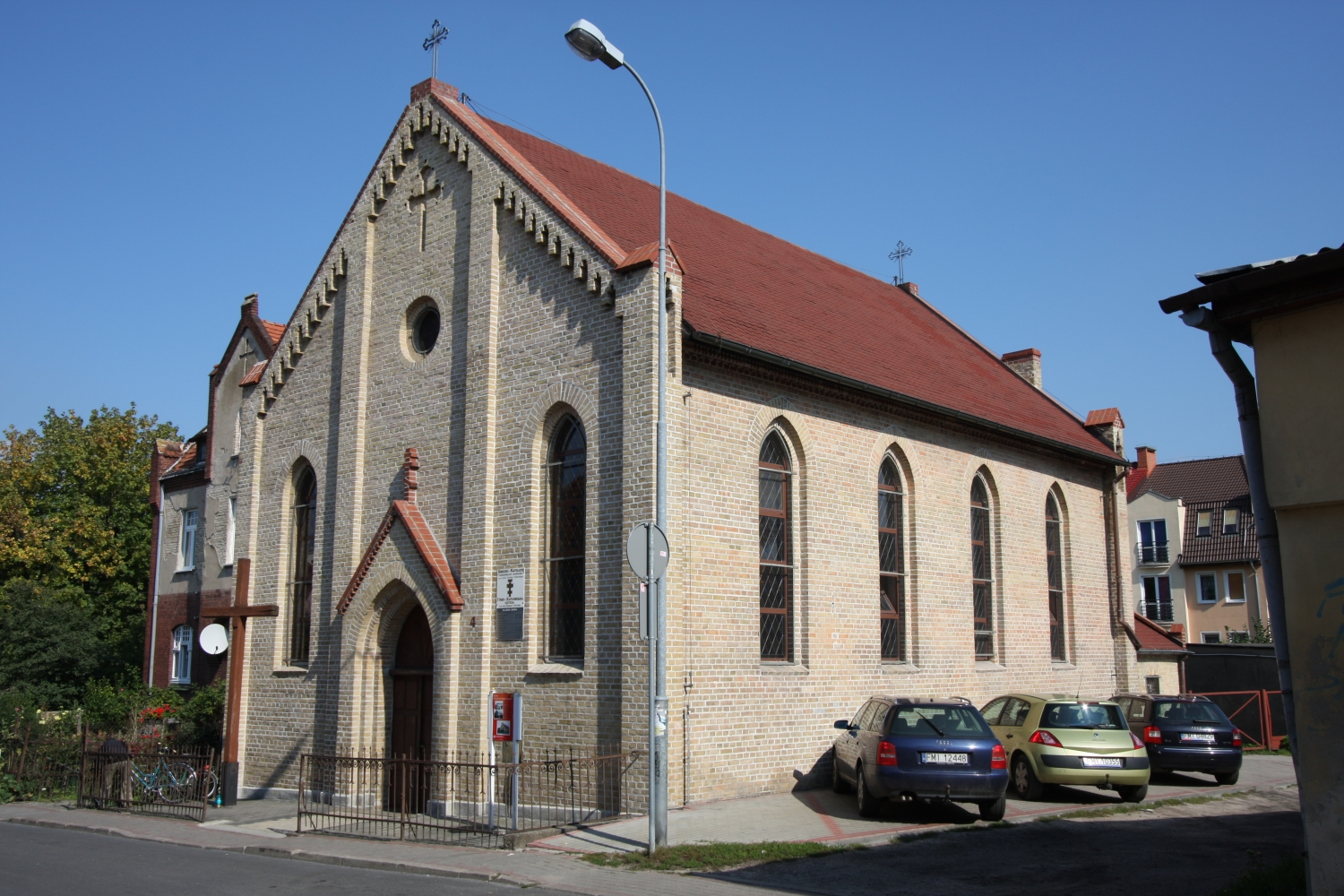
Griechisch-katholische Kirche

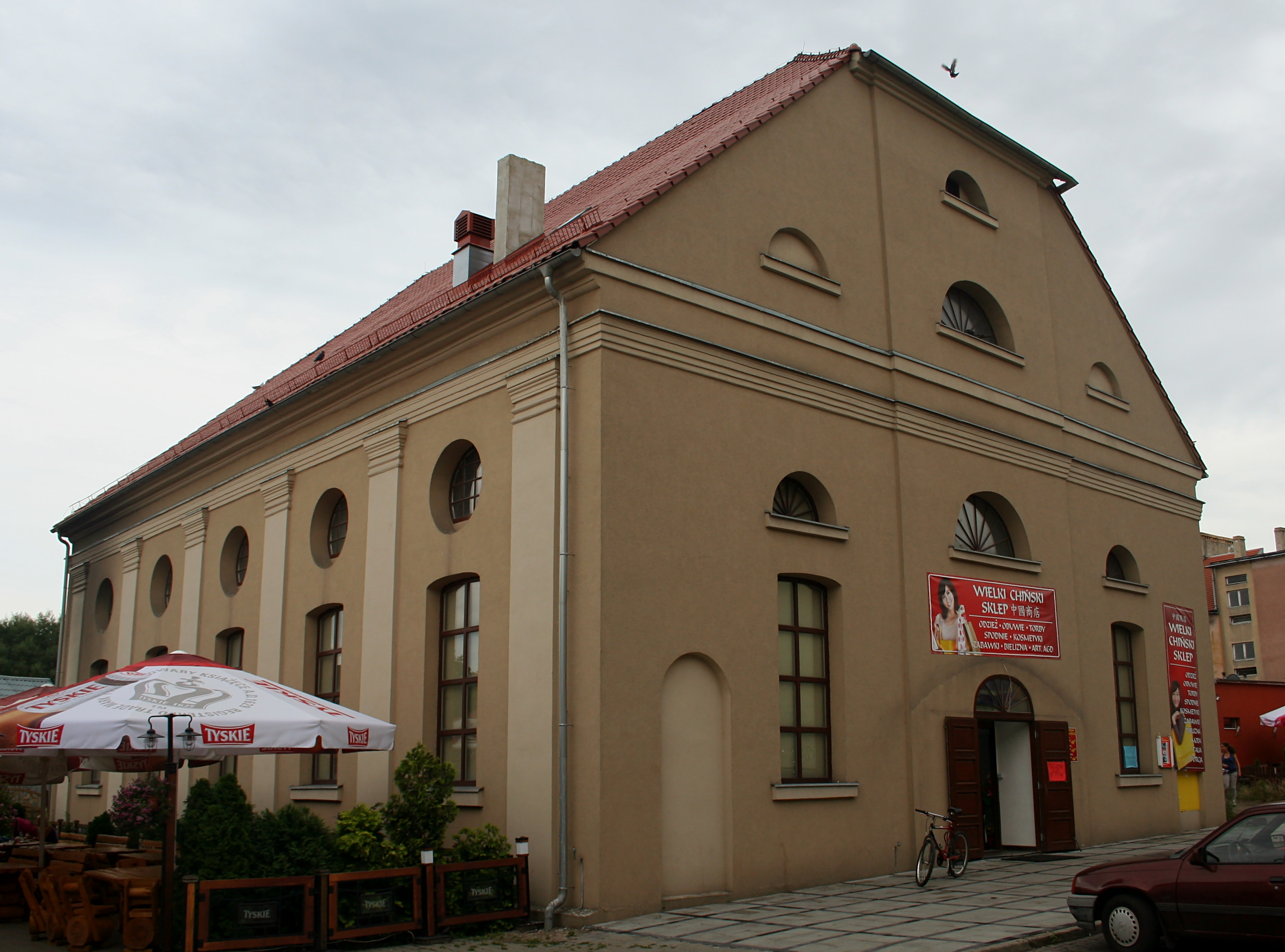
Ehemalige Synagoge

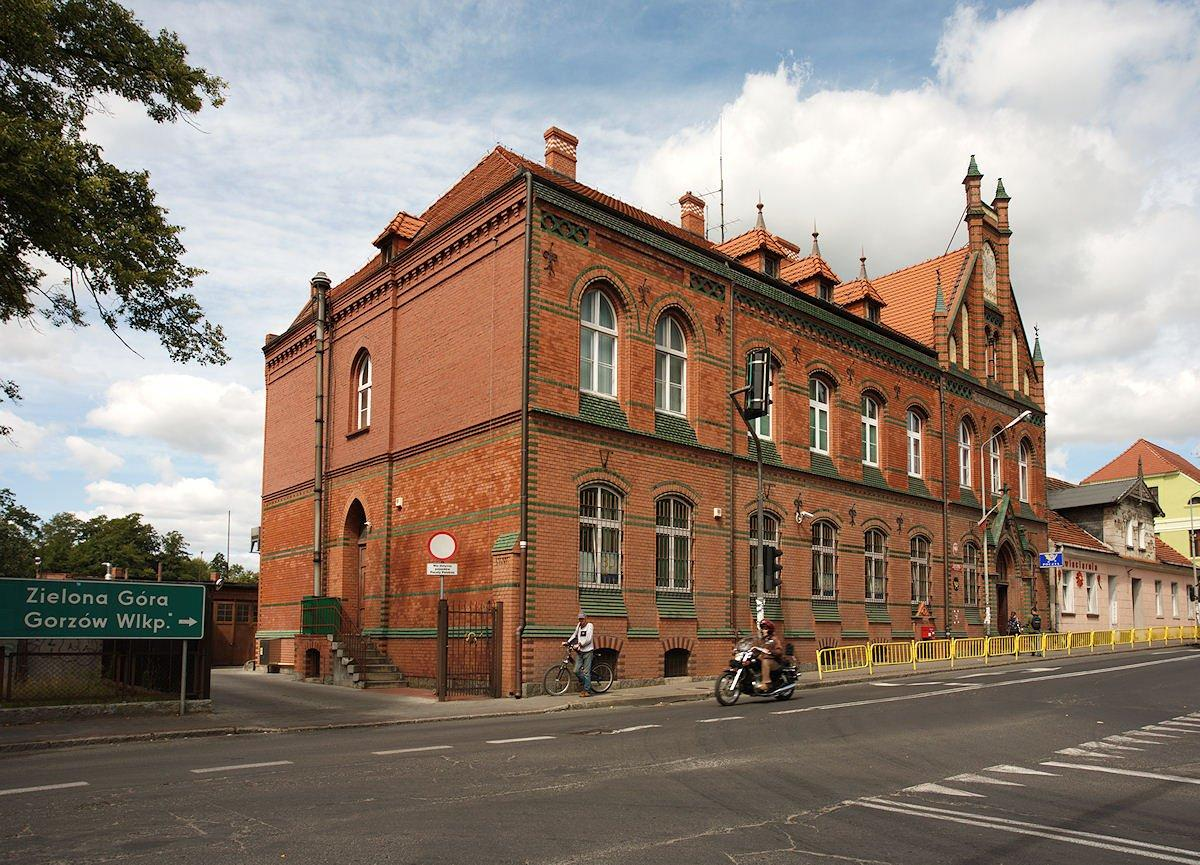
Postamt

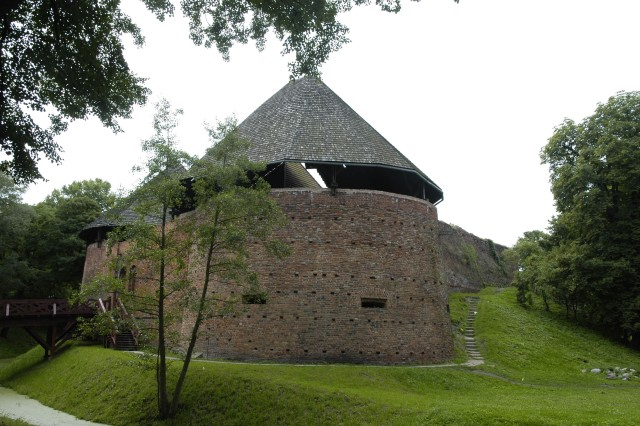
Burgruine

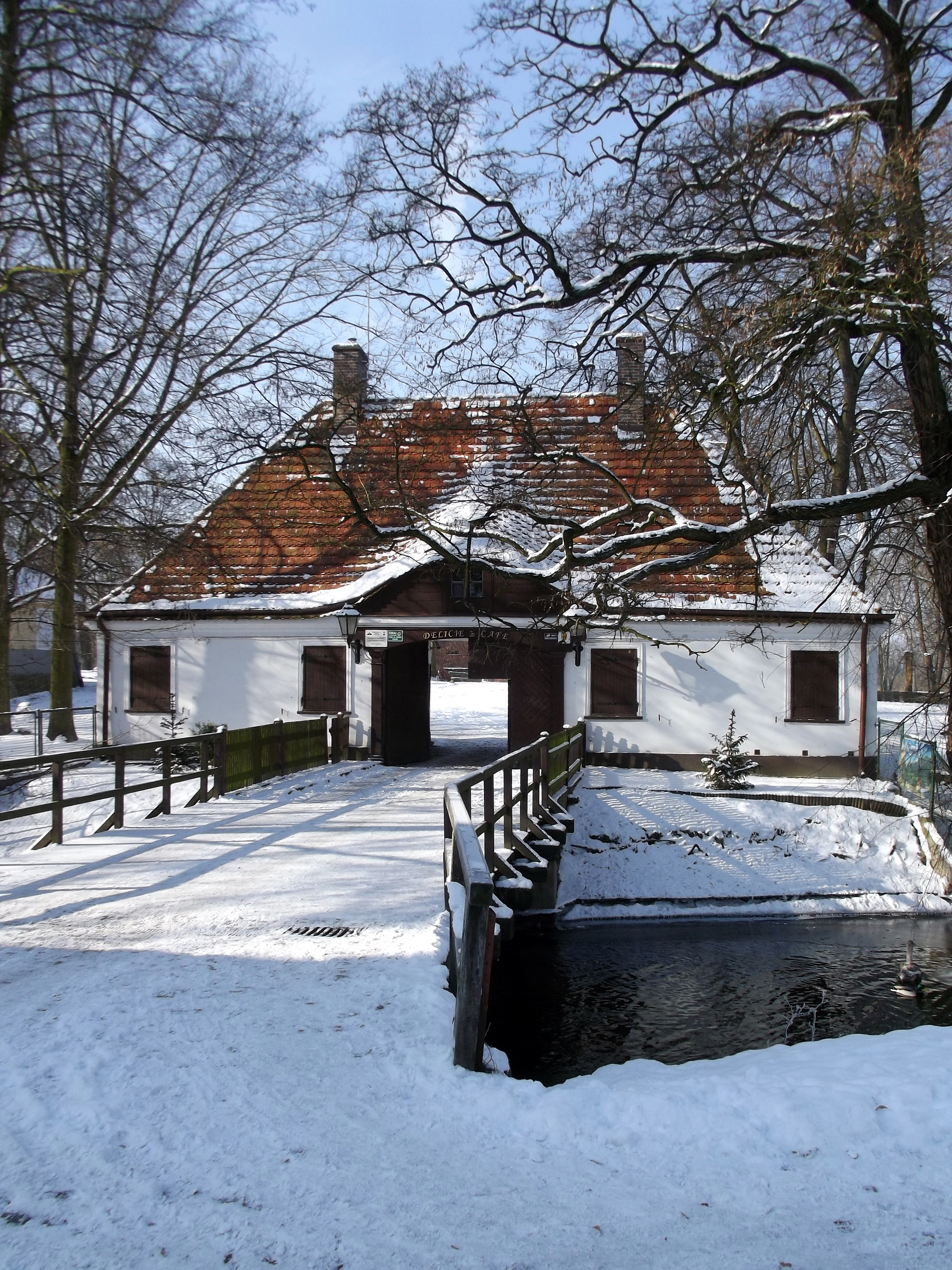
Pförtnerhaus auf der Schlossinsel und Brücke über den Wassergraben

Die erste geschichtliche Erwähnung des Ortes als einer Abtei „meserici“ stammt aus dem Jahr 1005 in der Beschreibung einer Schlacht zwischen Bolesław I. dem Tapferen und König Heinrich II. durch Thietmar von Merseburg. Der Ort hatte eine strategisch wichtige Bedeutung, da er an den Wegen von Gnesen nach Magdeburg und von Stettin nach Breslau und Krakau lag. 1094 eroberten die Polen die „Burg“ an der Mündung der Packlitz in die Obra von den Pommern zurück. Am 29. Januar 1230 wurde offiziell das Zisterzienserkloster Paradies gegründet, welches von Mönchen aus dem brandenburgischen Kloster Lehnin besiedelt wurde. Die Großpolnische Chronik des Posener Bischofs Bogufał erwähnte in Zusammenhang mit einem Zehnterlass der Deutschen von Meseritz (Theutunicis de Medzyrzecz) den Ort 1248 als Stadt. Eine Stadtrechtsurkunde existiert nicht. 1474 wurde der Ort von Matthias Corvinus zerstört, aber wieder aufgebaut. Kasimir IV. bestätigte 1485 die Stadtrechte von Meseritz. 1606 wütete ein großer Brand in der Stadt. In den Schwedenkriegen 1655–1660 und 1700–1721 wurde der Ort mehrfach verwüstet.
Mit der Zweiten Polnischen Teilung fiel der Ort 1793 an Preußen. Am 26. November 1806 hielt sich Napoleon in der Stadt auf, es wurde ein Attentat auf ihn geplant. 1807 kam der Ort zum Herzogtum Warschau. Die Einwohnerzahl sank während dieser Zeit noch weiter auf 3500. Nach Ende der Befreiungskriege fiel Meseritz durch den Wiener Kongress 1815 wieder an Preußen und wurde am 1. Januar 1818 Sitz der Verwaltung des gleichnamigen Landkreises in der Provinz Posen. Bei der Volkszählung 1905 hatte die Stadt 5800 Einwohner, darunter 1859 Katholiken und 171 Juden. Im gesamten Landkreis gaben 1900 20,2 % der Einwohner Polnisch als Muttersprache an. Zwischen 1919 und 1938 gehörten Stadt und Kreis Meseritz zur Provinz Grenzmark Posen-Westpreußen und nach deren Auflösung am 1. Oktober 1938 bis 1945 zur Provinz Brandenburg.
Am Anfang des 20. Jahrhunderts hatte Meseritz eine evangelische Kirche, eine altlutherische Kirche, eine katholische Kirche, eine Synagoge, eine Präparandenanstalt, ein Gymnasium und war Sitz eines Landgerichts.
In der Zeit vor dem Ersten Weltkrieg wurde Meseritz zum Knotenpunkt für insgesamt fünf Bahnlinien. Davon waren im Jahr 2008 nur noch zwei in Benutzung. An der Wiederherstellung der Bahnlinie aus Richtung Jordan-Paradies wird aktuell mit EU-Mitteln gearbeitet.
Bereits vor dem Zweiten Weltkrieg hatte die deutsche Wehrmacht im nahe gelegenen Nipter die Bunkeranlagen der „Grenzschutzbefestigungsanlage III“  („Regenwurmlager“) im Zusammenhang mit der „Festungsfront Oder-Warthe-Bogen“ errichtet. Diese Anlage hatte eine Gesamtlänge von etwa 65 Kilometern und war mit einem 30 Kilometer langen Verbindungstunnel ausgestattet.
In der 1904 erbauten Heil- und Pflegeanstalt Obrawalde wurden während des Zweiten Weltkriegs etwa hundert bis tausend Menschen im Rahmen der Krankenmorde in der Zeit des Nationalsozialismus systematisch ermordet. Im ersten der sogenannten „Ärzte-Prozesse“ wurden eine Ärztin und eine Krankenpflegerin der Anstalt am 25. März 1946 in Berlin des Mordes an mindestens 100 Menschen für schuldig befunden, zum Tode verurteilt und im Januar 1947 hingerichtet.
Im Zweiten Weltkrieg eroberte die Rote Armee Meseritz am 31. Januar 1945 und unterstellte es im März 1945 der Verwaltung der Volksrepublik Polen. Infolge der Flucht und Vertreibung der Deutschen aus Mittel- und Osteuropa und der Besiedlung mit Polen kam es in Meseritz bis 1947 zu einem Bevölkerungsaustausch. Die Stadt wurde in Międzyrzecz umbenannt.
Międzyrzecz wurde am 15. März 1945 Sitz eines Powiats und gehörte ab dem 7. Juli 1945 zur Woiwodschaft Posen, ab 1950 dann bis 1975 zur Woiwodschaft Zielona Góra und anschließend bis 1999 zur Woiwodschaft Gorzów. Im Jahr 1994 erfolgte die Renovierung des Rathauses. 1997 wurde der Adler im Stadtwappen, der 1924 mit den preußischen Insignien versehen worden war, durch den polnischen ersetzt. 1999 wurde der Ort durch eine erneute Verwaltungsreform wieder Sitz eines Powiats.
Der evangelische Friedhof existiert nicht mehr. An ihn erinnert ein Lapidarium und eine Schrifttafel.

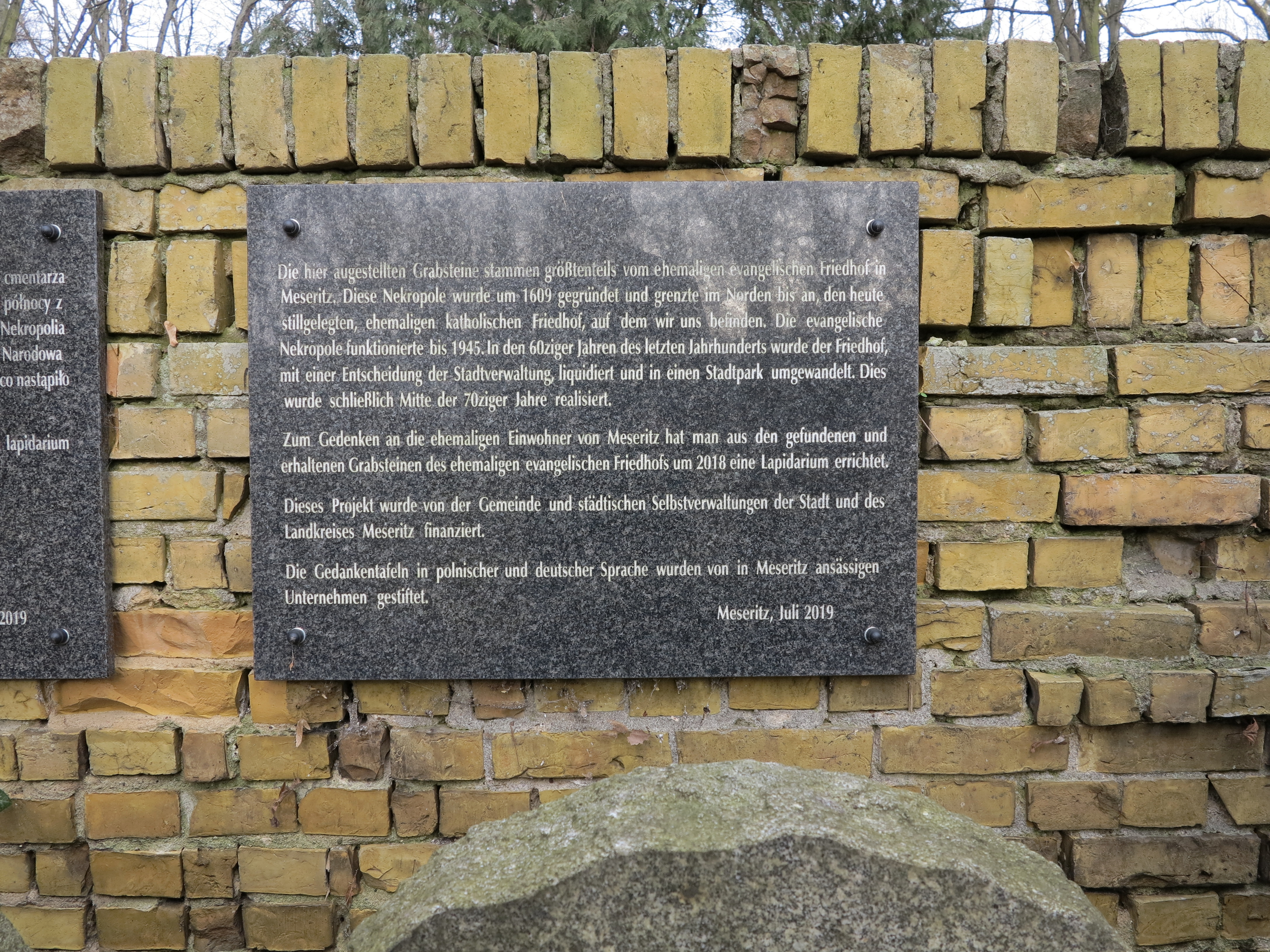
Gedenktafel für ehem. evangelischen Friedhof

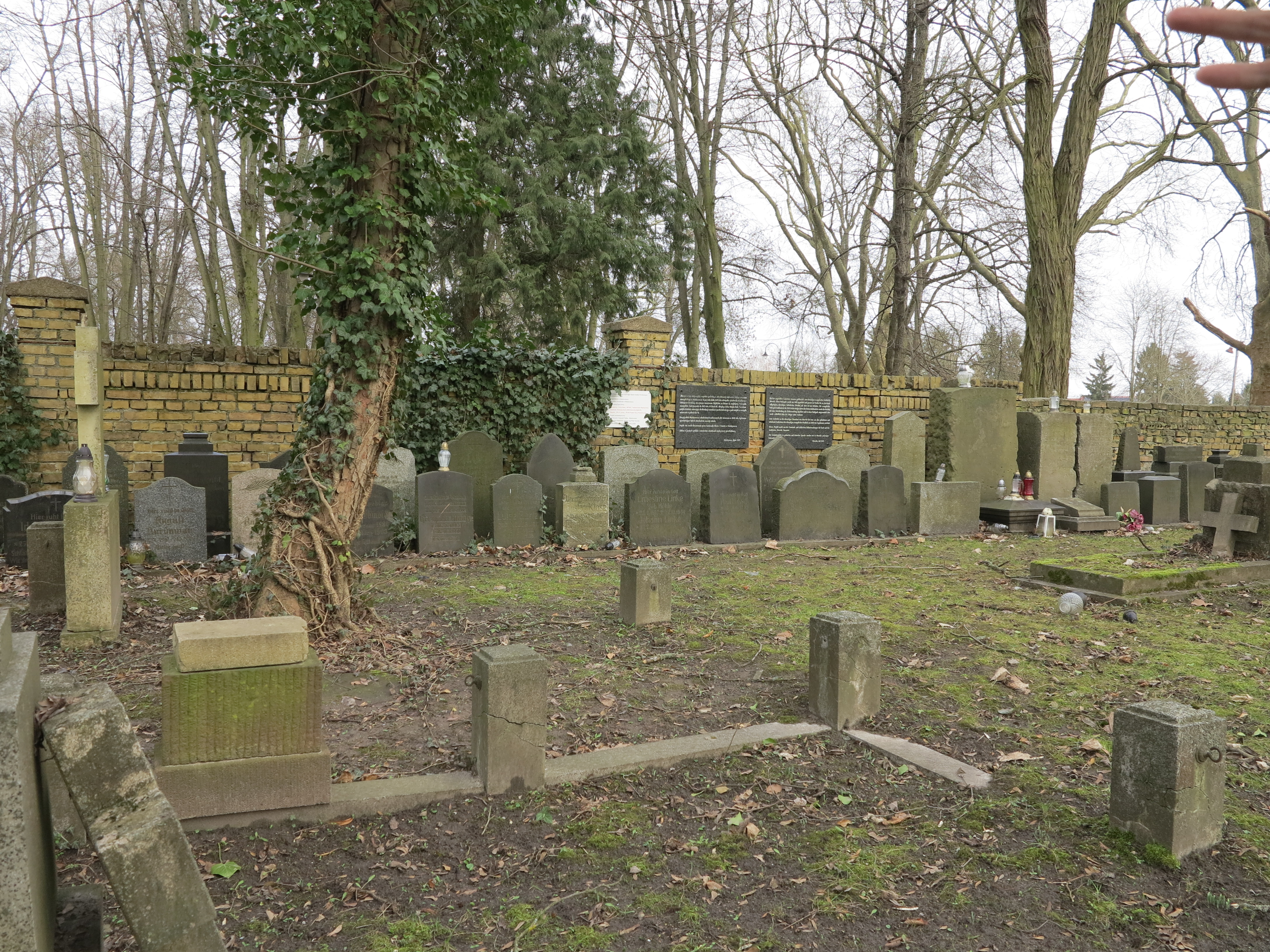
Lapidarium erinnert an ehem. evangelischen Friedhof

## Sehenswürdigkeiten
- Ruine des Schlosses mit Torhaus, erbaut im 13. Jahrhundert, heute Museum
- Rathaus am Markt, erbaut von 1743 bis 1752, 1831 erhielt das Gebäude seine heutige klassizistische Form
- Kirche St. Johannes der Täufer, gotischer Backsteinbau, errichtet um 1500
- St.-Adalbert-Kirche, 1834 im klassizistischen Stil errichtet, bis 1945 evangelisch, 1947 katholisch geweiht
- Kirche der Erhöhung des Heiligen Kreuzes, neugotischer Backsteinbau, errichtet von 1901 bis 1904
- Griechisch-katholische Kirche der Heiligen Kyrill und Method, neugotischer Bau aus dem 19. Jahrhundert, errichtet für die Gemeinde der Altlutheraner, seit 1958 Gotteshaus der Griechisch-katholischen Kirche in Polen
- Ehemalige Synagoge, erbaut 1825 bis 1827 (siehe auch Jüdischer Friedhof (Międzyrzecz)), seit 1938 nicht mehr religiös genutzt,
- Feuerwehrmuseum „Oberst Leon Kiszmanowicz“ (in Kęszyca Leśna)

### Demographie
| Jahr | Einwohnerzahl | Anmerkungen                                                                    |
| ---- | ------------- | ------------------------------------------------------------------------------ |
| 1800 | 3406          | darunter 563 Juden                                                             |
| 1837 | 4589          | [ 7 ]                                                                          |
| 1861 | 4910          | [ 7 ]                                                                          |
| 1875 | 4818          | [ 8 ]                                                                          |
| 1880 | 5169          | [ 8 ]                                                                          |
| 1890 | 5167          | darunter 3417 Evangelische, 1490 Katholiken und 260 Juden                      |
| 1905 | 5800          | darunter 1859 Katholiken und 171 Juden                                         |
| 1933 | 9307          | [ 8 ]                                                                          |
| 1939 | 10.848        | darunter 6713 Evangelische, 3818 Katholiken, 79 sonstige Christen und 79 Juden |

## Gemeinde
Zur Stadt-und-Land-Gemeinde (gmina miejsko-wiejska) Międzyrzecz gehören die Stadt selbst und 18 Dörfer mit Schulzenämtern. Sie hat eine Fläche von 315 km².

### Partnerschaften
- Andrésy (Frankreich, 1997)
- Bad Freienwalde (Deutschland, 4. Mai 2001)
- Berliner Bezirk Charlottenburg-Wilmersdorf (Deutschland, 23. Oktober 1993)
- Halderberge (Niederlande, 1988)
- Haren (Deutschland, 24. Oktober 1991)
- Vlagtwedde (Niederlande, 24. Oktober 1991)

## Persönlichkeiten

### Geboren in Meseritz
- Salomon Jacob Cohen (1772–1845), Schriftsteller
- Christian Samuel Theodor Bernd (1775–1854), Sprachforscher und Heraldiker
- Meyer Landsberg (1810–1870), Rabbiner
- Friedrich von Flatow (1820–1892), preußischer General der Infanterie, Direktor der Kriegsakademie
- Adolph Kullak (1823–1862), Pianist
- Moritz Wolff (1824–1904), Rabbiner, Philologe und Autor
- Adolph Oldendorff (1831–1896), Mediziner
- Oskar von Collas (1832–1889), Militär
- Oscar Küntzel (1834–1914), Jurist
- Alfred Boretius (1836–1900), Historiker, Reichstagsabgeordneter
- Otto Gaebel (1837–1906), Präsident des Reichsversicherungsamtes
- Oscar Fraentzel (1838–1894), Mediziner
- Friedrich Tschuschke (1845–1894), Verwaltungsjurist
- Sigismund von Dziembowski (1849–1915), Gutsbesitzer, preußischer Landeshauptmann in der Provinz Posen, Mitglied des Preußischen Herrenhauses
- Rudolf E. A. Havenstein (1857–1923), Reichsbankchef
- Clara Caroline Schachne (1858–1942), Schriftstellerin
- Emil Zillmann  (1870–1937), Architekt, zu Beginn des 20. Jahrhunderts in Oberschlesien tätig, später Berlin
- Georg Zillmann  (1871–1958), Architekt, zu Beginn des 20. Jahrhunderts in Oberschlesien tätig, später Berlin
- Theodor Wotschke (1871–1939), Historiker, Philosoph, evangelischer Theologe und Lehrer
- Georg Seibt (1874–1934), Hochfrequenztechniker
- Friedrich Wilhelm Wiener (1884–um 1920), Mathematiker
- Gisbert Kley (1904–2001), Jurist und Politiker (CSU)
- Wolfgang Siebert (1905–1959), Rechtswissenschaftler
- Walter Reiche (1913–2003), katholischer Priester (Kainscht)
- Ulrich-Johannes Kledzik (1927–2021), Pädagoge
- Gisela Brandt (* 1932), deutsche Germanistin
- Peter Berling (1934–2017), Filmproduzent, Schriftsteller und Schauspieler
- Wolfgang Buchholz (1934–2023), Politiker (FDP)
- Peter Wesp (* 1936), Schauspieler
- Erdmann Sturm (* 1937), evangelischer Theologe
- Peter Iden (* 1938), Theater- und Kunstkritiker
- Kurt Jaworski (1938–2014), Manager und Autor
- Joachim Rudolph (1938–2025), ehemaliger Fluchthelfer
- Klaus Steinke (1942–2025), Slawist
- Heinz-Joachim Fischer (* 1944), Journalist und Publizist
- Wolfgang Liebert (* 1944), Maler und Grafiker
- Brigitte Janner (* 1945), Theater- und Filmschauspielerin
- Monika Ewa Michalik (* 1980), Ringerin
- Kamil Jóźwiak (* 1998), Fußballspieler

### Personen, die mit der Stadt in Verbindung stehen
- Friedrich Wilhelm Buttel (1796–1869), deutscher Architekt und Hofbaumeister des (Groß-)Herzogtums Mecklenburg-Strelitz, wuchs in Meseritz auf und legte dort als Sohn eines Maurermeisters am 23. November 1813 seine Gesellenprüfung zum Maurer ab
- Friedrich Hermann Loew (1807–1879), deutscher Entomologe und Lehrer, wirkte als Professor und Direktor der Realschule in Meseritz
- Samuel Gottfried Kerst (1804–1875), deutscher Militär, Politiker und Beamter. Direktor der Realschule, Kommandant der Bürgerwehr in Meseritz und Abgeordneter des Wahlbezirks Birnbaum-Meseritz zur Frankfurter Nationalversammlung
- Ernst Hahnrieder (1811–1895), Gymnasialprofessor
- Wilhelm Anderson (1880–1940), Astrophysiker, † 26. März 1940 in der Landesheilanstalt Meseritz-Obrawalde
- Wilhelm Dirksen (1894–1967), evangelischer Pfarrer und Superintendent von 1934 bis 1945
- Heinrich Haack (1899–1943), deutscher Politiker (NSDAP), war in der NS-Zeit Bürgermeister von Meseritz
- Der Mittagsmörder Klaus G. ist bis 1945 in Meseritz aufgewachsen.